# سینت کروی فالز (ویسکانسین)
سینت کروی فالز (به انگلیسی: St. Croix Falls) شهری در شهرستان پولک ایالت ویسکانسین است که در سال ۱۹۵۸ بنیان‌گذاری شده‌است. این شهر طبق سرشماری سال ۲۰۱۰ میلادی ۲٬۱۳۳ نفر جمعیت داشته‌است.